# Hiskia
Hiskia blev kung i Juda rike efter sin far Achas, och det var i hans sjätte regeringsår som Israels rike och dess huvudstad Samaria efter tre års belägring föll i Assyriens händer år 722 f.Kr.
Kung Hiskia är även känd för den vattenledning han lär bygga för att försörja Jerusalem med dricksvatten. Berättelsen om Hiskia återfinns bland annat i Andra Kungaboken kapitel 18–20. Händelserna kring den assyriska belägringen är delvis arkeologiskt bekräftade på Sanheribs prisma.